# دولة المافيا
إن دولة المافيا هو أي نظام دولة حيث ترتبط الحكومة بالجريمة المنظمة، ويشمل ذلك عندما يشارك مسؤولين حكوميون والشرطة و/أو الجيش في أعمال غير مشروعة. ويشير مصطلح مافيا إلى جماعات إجرامية منظمة ارتبطت بشكل قوي بالسلطات.
وفقًا للنقاد حول مفهوم دولة المافيا، فإن المصطلح «أصبح الآن مستخدمًا بشكل كبير ويُساء استخدامه في الأوصاف الشائعة للنشاط الإجرامي المنظم الذي فقد الكثير من قيمته التحليلية».
وقد استخدم المصطلح لوصف نظام حكم فلاديمير بوتين لروسيا.

## دول البلقان
في 2011، أطلق بينو آرلاتشي، العضو الإيطالي بالبرلمان الأوروبي على كوسوفو مصطلح دولة مافيا، كما أطلق عليها موسى نعيم المصطلح نفسه في مقالته لعام 2012 «دول المافيا» في مجلة العلاقات الخارجية. ولقد أشار موسى نعيم زاعمًا إلى أن رئيس وزراء كوسوفو، هاشم ثاتشي، مرتبط بتجارة الهيروين.
كما أطلق أيضًا موسى نعيم على الجبل الأسود مسمى «دولة مافيا» في المقال نفسه، ووصفه بأنه مركز لتهريب السجائر.

## إيطاليا واليابان
من الناحية التاريخية، كانت إيطاليا هي موطن مافيا صقلية، وهي أحد الأشكال الأسطورية في الجريمة المنظمة. وفي استعراض نقدي لمقال موسى نعيم في مجلة العلاقات الخارجية، أشار بيتر أندرياس إلى التواجد طويل الأمد للمافيا الإيطالية والياكوزا اليابانية، مشيرًا إلى العلاقات الوثيقة بين تلك المنظمات غير المشروعة والحكومات المعنية. ووفقًا لأندرياس، فإن هذه الأمثلة تشهد ضد حالات دول المافيا باعتبارها خطرًا جديدًا من الناحية التاريخية.

## روسيا
لقد قامت وسائل الإعلام الغربية باستخدام هذا المصطلح لوصف النظام السياسي في روسيا تحت حكم فلاديمير بوتين. ولقد ظهر هذا الوصف على الساحة عقب تسرب البرقيات الدبلوماسية للولايات المتحدة الأمريكية، والتي كشفت عن أن الدبلوماسيين الأمريكيين ينظرون إلى روسيا في ظل حكم بوتين على اعتبارها دولة «فساد وأوتقراطية كليبتوقراطية قد ارتكزت على قيادة فلاديمير بوتين، حيث اتحد المسؤولين والأقليات والجريمة المنظمة لتكوين دولة (مافيا افتراضية)»  وقد أصدر مراسل روسيا السابق لصحيفة الغارديان، لوك هاردنغ] الذي تم طرده من روسيا في عام 2011، كتاب دولة المافيا في عام 2011. ووفقًا لهاردنغ، فإن بوتين قد «قام بإنشاء دولة يقطنها المسئولين السابقين في الاستخبارات السوفييتية (KGB) ودائرة الأمن الاتحادي (FSB) مثله، عازمًا على جني المال قبل أي شيء». وفي تقدير الدبلوماسيين الأمريكيين فإن «الحكومة [الروسية] [هي] المافيا بشكل فعال».
وفقًا لمجلة نيوستيتسمان، فإن "المصطلح قد أضيف إلى معجم مناقشات الخبراء قبل عدة سنوات من تسرب البرقيات"، وليس كاستعارة عارضة. ويرى هؤلاء الأشخاص الأكثر دراية بأحوال الدولة أنها حكومة سلب ونهب مع قيام فلاديمير بوتين بدور العراب، وهو تقسيم الغنائم ومنع الصراعات بين القبائل المتنافسة من كبار الجهات الإجرامية بشكل أساسي". في عام 2008، أشار ستيفن بلانك إلى أن روسيا في ظل حكم بوتين أصبحت "دولة يطلق عليها المسؤولون الأوروبيون سرًا دولة مافيا"التي "تنجذب بشكل طبيعي إلى التصرف بطريقة تشبه سلوك المافيا".
ولقد صرح نيكولاي بيتروف، المحلل بمركز كارنيغي بموسكوأن «من الصعب جدًا تدمير الصورة الروسية في العالم نظرًا لأنها ليست جيدة بالفعل»، مشيرًا بذلك إلى صورة روسيا كدولة من دول المافيا.

## كتابات أخرى
Luke Harding (2012). Mafia State: How One Reporter Became an Enemy of the Brutal New Russia. Guardian Books. ISBN:978-0-85265-249-7.